# Цезаризм

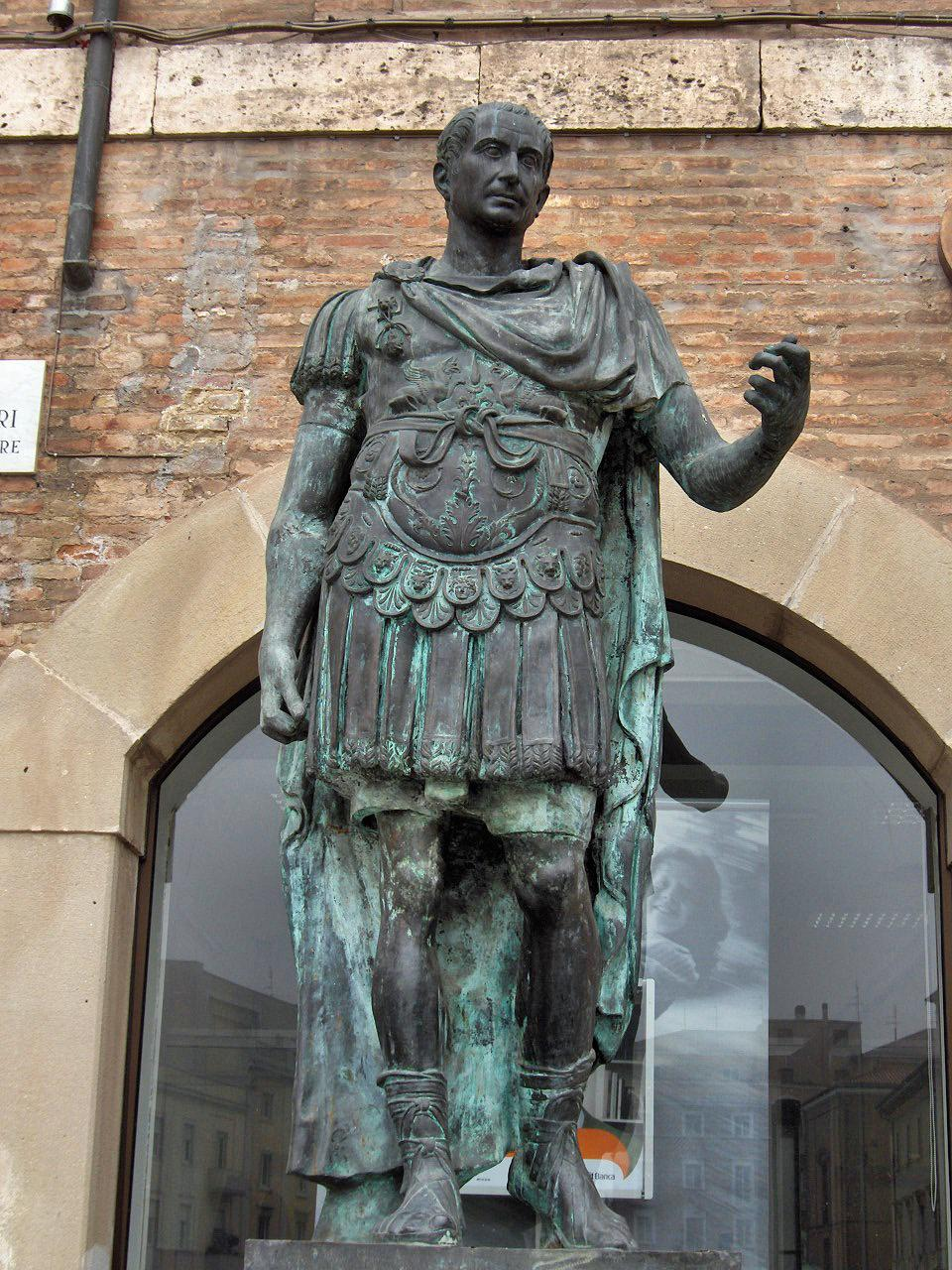
Статуя Юлія Цезаря в Ріміні, Італія

Цезаризм — форма політичного правління, яке імітує панування римського диктатора Юлія Цезаря (100—44 до н. е.), при якому авторитарна влада організується на псевдодемократичних принципах. Узурпатор, зосередивши в своїх руках верховну владу, зберігає при цьому про людське око демократичні установи та формально визнає, що влада делегована йому народом, який залишається єдиним сувереном. Одначе на практиці самопроголошений народний вождь при управлінні державою часто вдається до сили, залучає до уряду військових і ліквідує політичний плюралізм.
На думку італійського філософа-марксиста Антоніо Ґрамші (1891—1937), цезаризм є режимом одноосібної диктатури, покликаної розв'язати протистояння двох або кількох суспільних сил (суспільних кляс), що борються між собою за панівне становище в суспільстві, з метою уникнути «катастрофи» (революції, громадянської війни, розпаду держави). Цезаризм постає, зазвичай, як одноосібна диктатура, але не конче так: «... цезаризм, це — полєміко-ідеолоґічна формула, а не канон історичної інтерпретації. Можливим є „цезаристський“ вихід із ситуації без Цезаря, без великої „героїчної“ та представницької особистости. Парляментська система також створила механізм для таких компромісних рішень. „Лєйбористські“ уряди Макдоналда були до певної міри саме цими рішеннями, причому вміст цезаризму посилився, коли було сформовано уряд на чолі з Макдоналдом, підтриманий консервативною більшістю». За встановлення саме одноосібної диктатури постать диктатора у народному сприйнятті набуває «героїчних» рис. Хоча «цезар» може заявляти, що він незалежний від будь-яких суспільних сил, і його можуть бачити як такого, що він стоїть над всіма суспільними силами, практично завжди він представляє інтереси однієї суспільної сили. При цьому диктатура не конче означає перемогу реакційних сил: цезаризм може бути й «проґресивним»: «Цезаризм є проґресивним, коли його втручання сприяє перемозі проґресивної сили, нехай і з певними компромісами й умовами, що обмежують вагу цієї перемоги; він є реакційним, коли його втручання сприяє тріюмфові реакційної сили, так само почерез певні компроміси й обмеження, що вони проте мають инший зміст, иншу силу та инше значення, ніж у першому випадку. Цезар і Наполеон є прикладами проґресивного цезаризму. Наполеон III і Бісмарк — реакційного».

## Історія використання терміна
Перше задокументоване використання цього слова датується 19 сторіччям, коли його використав німецький історик Йоганн Фрідріх Бемер у 1846 році для опису держави, яка підпорядкувала собі церкву. У 1850 році його знову використав Огюст Ром’є, який визначив цезаризм як правління воєначальників. Соціолог Пітер Бер пише «після виходу полемічної роботи Ром’є «Цезаризм». . . [Цезаризм] став модним». У 1857 році релігійний письменник Орест Браунсон використав це слово для позначення монархічного абсолютизму. У 1858 році Вестмінстерський огляд написав «незграбні хвалебні слова цезаризму, втіленому в династії Бонапарта».
Найвідомішою людиною, яка підтримувала цезаризм, був Наполеон Бонапарт, який захоплювався Цезарем і наслідував його під час свого правління у Франції. Політику Наполеона III під час Другої Французької імперії, яка поєднувала авторитарний режим і проактивну соціальну політику, зокрема закон Олів’є 1864 року, можна описати як форму «соціального цезаризму». За словами історика Луї Жирара, ця політика має на меті, зокрема, згуртувати робітників навколо режиму проти ворожих ліберальних босів.
Бенджамін Дізраелі був звинувачений у цезаризмі в березні 1878 року, коли в очікуванні війни з Росією мобілізував британські резерви та покликав індійські війська на Мальту. Г. К. Честертон у своїй праці «Єретики» зробив одне з найгучніших засуджень цезаризму, назвавши його «найгіршою формою рабства».
Соціолог Макс Вебер вважав, що будь-яка масова демократія йде в цезаристському напрямку. Професор права Ґерхард Каспер пише: «Вебер використав цей термін, щоб підкреслити, серед іншого, плебісцитарний характер виборів, зневагу до парламенту, недопустимість автономних повноважень всередині уряду та неспроможність залучати або допускати незалежних політичних мислителів».

## 20 століття
Так звану «демократичну» форму цезаризму обстоювали такі теоретики, як венесуельський Лауреано Валенілла Ланц у своїй книзі Cesarismo Democrático (1919). Італійський дуче Беніто Муссоліні та ідеологія італійського фашизму підтримували цезаризм.  Іспанський каудильйо Франсіско Франко та ідеологія франкізму сповідували цезаризм. 
Антоніо Ґрамші стверджував, що коріння цезаризму лежать на рівні «кризи влади», яка також є кризою представництва, і що він виникає, коли соціальні групи більше не ототожнюються з політичними партіями, які стають анахронізмом, дозволяючи з’явитися цезаристському рішенню. У випадку з Італією Ґрамші знаходить причини цієї соціально-політичної дезінтеграції в дестабілізувальному досвіді Першої світової війни, коли великі селянські маси були змушені воювати, хоча вони були пасивними під час Рісорджіменто . Цезаризм є макросоціальним явищем і не може бути обумовленим появою індивіда, — таким чином це явище виконує політичну функцію. Крім того, Ґрамші згадує про можливість «цезаризму без Цезаря», але впровадженого групою, як наприклад Британський національний уряд, що об’єднав консерваторів і лейбористів.

## 21 століття
За словами французького історика Крістіана Жоржа Швенцеля, у 21 столітті Володимир Путін і Реджеп Тайіп Ердоган частково перейняли цю цезаристську модель, адаптувавши її відповідно до прагнення до влади та величі, притаманного їх народам.